# Baza kanoniczna
Baza kanoniczna – pojęcie matematyczne oznaczające bazę pewnej struktury algebraicznej, która jest kanoniczna w ścisłym sensie zależącym od kontekstu:
- w przestrzeni współrzędnych, lub ogólniej module wolnym, oznacza ona bazę standardową zdefiniowaną za pomocą delty Kroneckera,
- w pierścieniu wielomianów oznacza bazę standardową złożoną z jednomianów {\displaystyle (X^{i})_{i},}
- w skończonych rozszerzeniach ciał oznacza bazę wielomianową,
- w teorii reprezentacji istnieje baza kanoniczna Lusztiga i blisko z nią związana baza krystaliczna Kashiwary w grupach kwantowych i ich reprezentacjach (por. model ścieżkowy Littelmanna, ang. Littelmann path model).